# Логвинович Георгій Володимирович
Гео́ргій Володи́мирович Логвино́вич (*10 лютого (28 січня) 1913 року, село Леонтьєво (сучасний Вяземський район Смоленської області) — † 10 лютого 2002)— радянський вчений в царині гідромеханіки, академік АН УРСР з 1967 року (гідромеханіка).

## З життєпису
1930 року після закінчення школи в Москві з конструкторським ухилом зарахований на завод «Рідкісні елементи» конструктором. Майже відразу пропонує нову конструкцію високотемпературної електричної печі для спікання побєдітових різців, отримує авторське свідоцтво.
В часі навчання у інституті розробив та запропонував до виробництва паротурбінний двигун та самонавідну авіаційну плануючу торпеду.
Закінчив 1935 року Московський університет. По закінченні навчання в 1935 році на 1 рік призваний до армії, служив в хімічній роті; запропонував та виготував ракету для закидування димових шашок замість солдатів, за що отримав премію.
Після армії працював в конструкторському бюро, на заводах авіаційної промисловості, на «Дирижаблебуді».
З 1938 року почав роботи у конструкторському бюро по морській тематиці, стає ведучим спеціалістом по рикошетуючій торпеді. Розробляв охорону кораблів від мін.
Учасник Другої світової війни. Служив офіцером в штаті Мінно-торпедного управління Військово-морського флоту, побував мало не на всіх флотах і фронтах, на підводному човні ходив в Балтійському морі.
За розробку плаваючих мін, котрі використовувалися восени 1942 року авіацією під Сталінградом достроково отримує звання інженер-капітана та згодом нагороджений орденом Червоної Зірки.
З 1945 року працює в Центральному аерогідродинамічному інституті, в 1957—61 одночасно викладав у Московському енергетичному інституті.
1954 року захищає докторську дисертацію, з 1957 — професор.
В 1965 році за монографію «Гідродинаміка течій з вільними кордонами» нагороджений премією ім. професора М. Є. Жуковського.
З 1970 року — професор Московського фізико-технічного інституту.
В 1966—1971 роках — директор Інституту гідромеханіки АН УРСР.
1968 року закінчив військову службу полковником інженерної служби.
1977 року на озброєння СРСР поступають торпеди зразка «Шквал», розроблені групою під його керівництвом — рухалися під водою із швидкістю до 200 вузлів за годину; за цю розробку нагороджений Ленінською премією.
У 1991 році у складі групи вчених ЦАГІ повторно удостоєний премії ім. Жуковського за внесок в наукове забезпечення розробки літака-амфібії А-40.
Його праці досліджують гідродинаміку великих швидкостей. Вивчав явища швидкого занурення тіла в рідину та розвитку каверн (цебто порожнин). Розвинув теорію глісування (власне ковзання) та зривного обтікання тонких тіл, загальну теорію підводних крил з безконечними кавернами, виконував дослідження по створенню профілю підводного крила. Логвинович заклав основи гідродинаміки плавання риб й морських тварин.
Нагороджений двома орденами Трудового Червоного Прапора, Жовтневої Революції, Вітчизняної війни, Червоної Зірки, «Знак Пошани», медалями. Лауреат Ленінської премії 1978 року. Премія ім. М. Є. Жуковського 1965 та 1991 року, медалями «За бойові заслуги» «За оборону Радянського Заполяр'я», «За оборону Кавказу», «За перемогу над Німеччиною», радянською та британською медалями за участь в арктичних конвоях.
Провадив генеалогічні дослідження своєї родини, виявив, що серед його предків був Логвинов-Бунчук, котрий служив в Харківському полку за Богдана Хмельницького. В подальшому чоловіки родини служили у Харківському полку, дід його був бригадиром. Мати його, Тетяна Федорівна, походить з родини Філатових, є далекою родичкою офтальмолога Філатова В. П.